# Yoshinogari
Yoshinogari (jap. 吉野ヶ里遺跡 Yoshinogari iseki) – stanowisko archeologiczne z okresu chalkolitu znajdujące się w Japonii, w prefekturze Saga, w północnej części wyspy Kiusiu. 

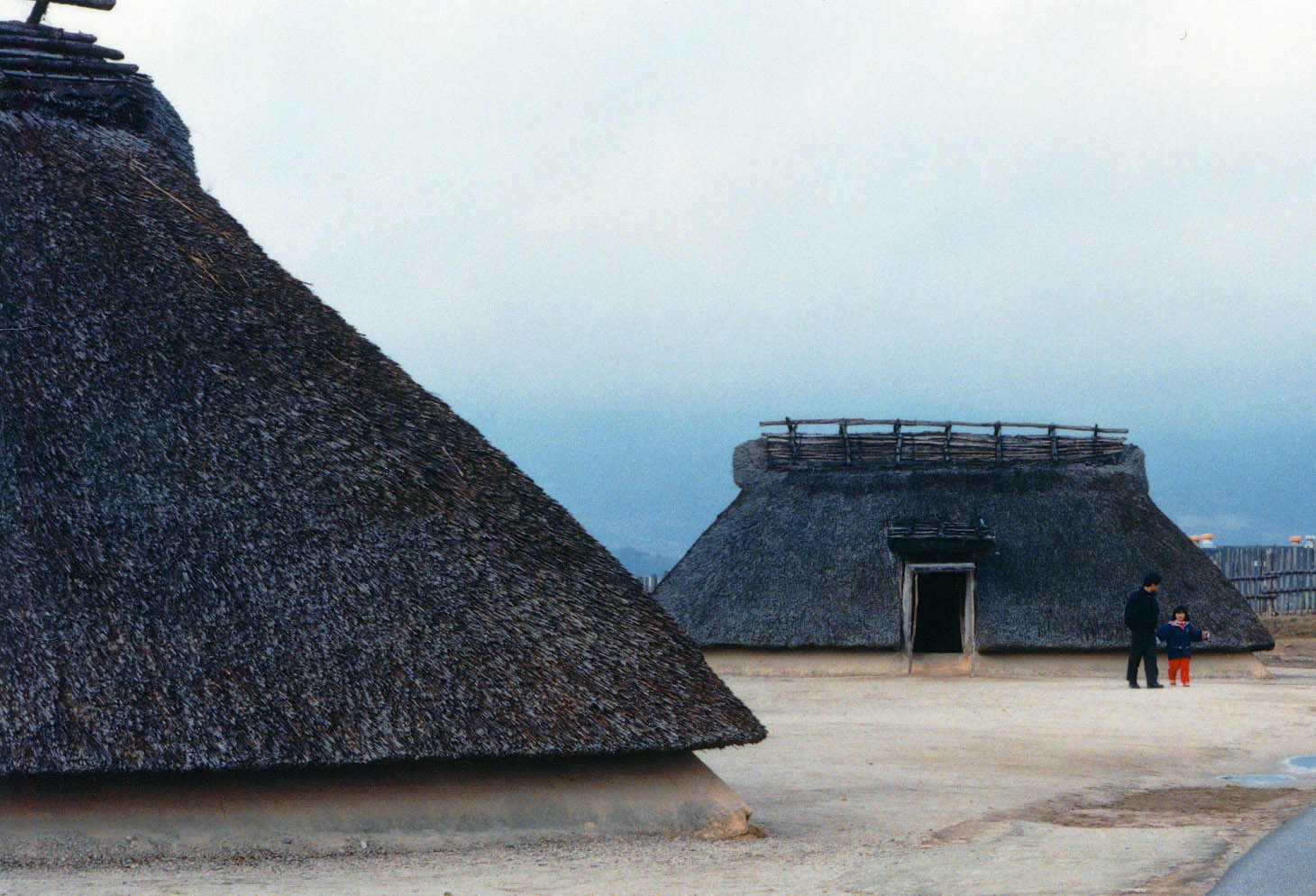
Zrekonstruowane domostwa w Yoshinogari

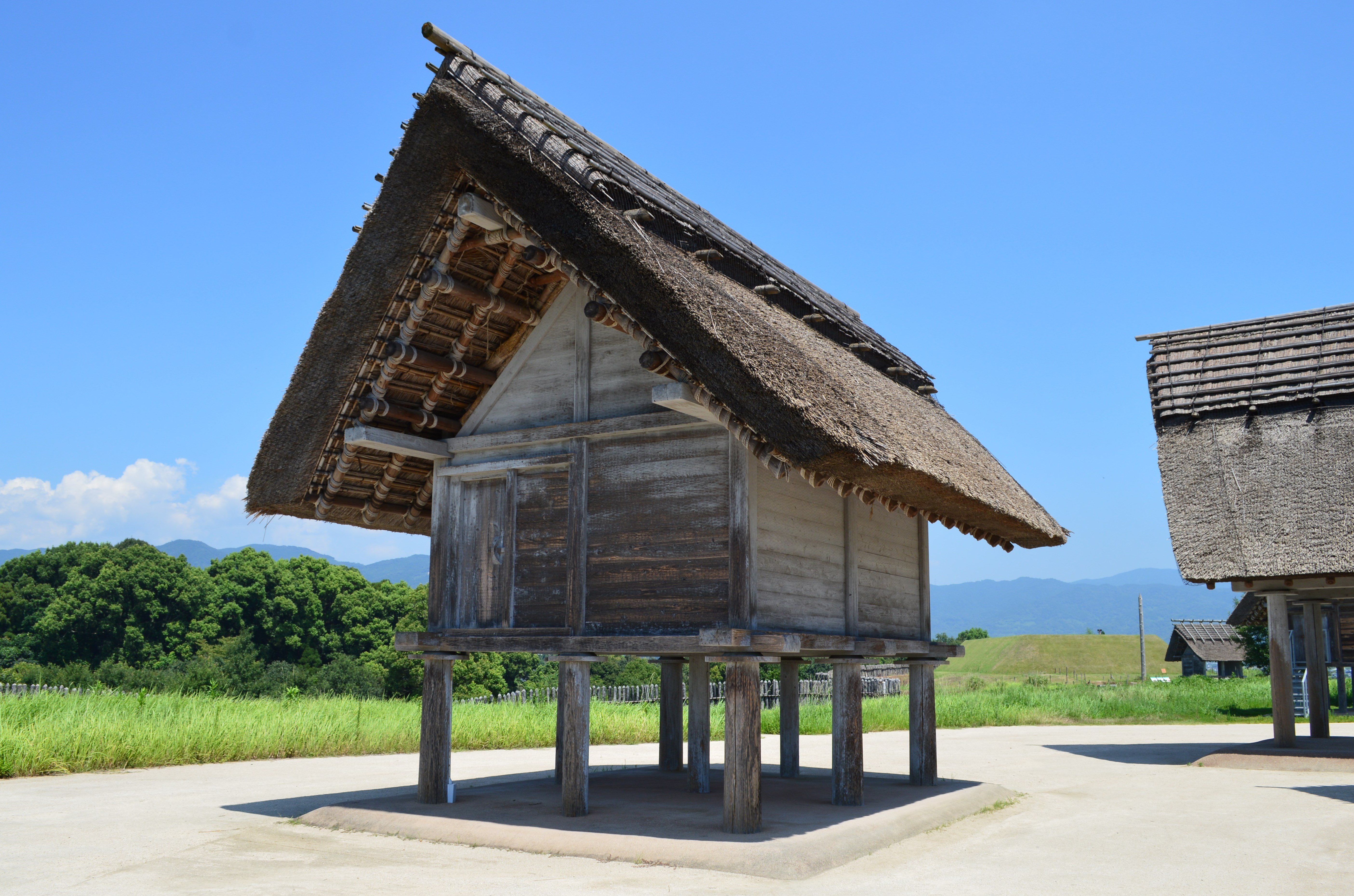
Spichlerz na palach

W trakcie prowadzonych od 1986 roku prac wykopaliskowych odkryto w Yoshinogari olbrzymią osadę o charakterze obronnym, pochodzącą w większości ze środkowego okresu Yayoi (300 p.n.e.–300 n.e.). Osada otoczona była dwiema fosami z wałem i palisadą oraz wznoszącymi się na sześciu słupach wieżami strażniczymi. Na terenie ponad 25 hektarów znajdowały się domostwa zagłębione w ziemię (półziemianki) oraz wznoszone na palach magazyny. Poza obrębem osady odkryto cmentarzysko urnowe z ponad 2 tysiącami pochówków, zaś w jej północnej części bogato wyposażony kurhan.
Obecnie na terenie wykopalisk znajduje się skansen, zrekonstruowano kilka domostw, magazynów oraz wieże strażnicze.